# Маттиас, Адольф
Адольф Маттиас (нем. Adolf Matthias; 1 июня 1847, Ганновер — 2 июня 1917, Берлин) — германский учёный-педагог, филолог, литературовед и научный писатель, специалист по древнегреческой грамматике, а также писатель для юношества. На протяжении своей жизни работал сначала школьным учителем, затем чиновником.

## Биография
Высшее образование получил в университетах Марбурга и Гёттингена, где изучал классическую филологию, германистику и историю. После завершения получения образования преподавал в гимназиях в Гольцминдене, Эссене, Бохуме и Нойвиде. С 1884 года преподавал в гимназии в Лемго, в 1885 году перешёл в городскую реальную гимназию в Дюссельдорфе; с 1898 года был советником по образованию в Кобленце. В 1900 году получил ранг тайного советника (регинрунгсрата) в Министерстве культуры, в 1903 году был повышен до тайного обер-регирунгсрата.
Научно-литературная деятельность Маттиаса началась с работ по элементарной греческой грамматике («Griechische Wortkunde», 1-е издание — 1881; 2-е — 1886), но скоро он обратился исключительно к педагогике и немецкой литературе. На рубеже XIX и XX веков считался одним из лучших знатоков практической педагогики в Германии; ему часто поручалось составление этого отдела в педагогических энциклопедиях.
Из других педагогических работ Маттиаса известны «Wie erziehen wir unseren Sohn Benjamin? Ein Buch f. deutsche Väter und Mütter» (1-е издание — 1897, 5-e — 1904), «Aus Schule, Unterricht und Erziehung» (сборник статей, 1901) и ряд сочинений для юношества: «Wie werden wir Kinder des Glücks» (1-е изд. — 1899, 2-е 1901), «D. Traum — ein Leben» (1903), «Das goldene nies» (1903), «Die Ahnfrau» (1904) и др. Главные работы по немецкой литературе и языку: «Hilfsbuch f. d. deut. Sprachunterricht» (1-е издание — 1892, 4-е — 1903), «Die patriotische Lyrik d. Befreiungskriege» (1897), «Goethes Gedaukenlyrik»(1902), «Schillers Gedankenlyrik» (1902).